# Амвракиа (канонерская лодка)
«Амвракиа» — греческая канонерская лодка. Построена на английской верфи Blackwall в 1881 году. Принадлежала к классу малых плоскодонных канонерок (англ. Flat-iron gunboats, более известны как «канонерки Рэндела»). У этой канонерки, как и у однотипной «Актион», было единственное предназначение: военные действия в пограничном с Османской империей мелководном Амбракийском заливе в случае войны за освобождение Эпира, что входило в планы Греческого королевства с момента его образования.
Первоначально канонерка получила имя одного из оплотов флота Греческой революции, острова Идра, из этих же соображений второе судно получило имя острова Спеце.
Вследствие заказа этих 2 канонерок, заказанные годом ранее во Франции и также предназначенные для Амбракийского залива, значительно меньшие канонерки типа α сменили свои имена.
В 1889 году, после ввода в состав флота одноимённых броненосца Идра и броненосца Спеце, канонерка в свою очередь была переименована в «Амвракиа», что, как и новое имя канонерки «Спеце», переименованной в «Актион», откровенно говорило о их предназначении (Актион и Амвракиа — топонимика Амбракийского залива).
«Амвракиа» приняла участие в греко-турецкой войне 1897 года в составе Западной (Ионической) флотилии под командованием капитана Л. Кунтуриотиса. В составе той же флотилии канонерка приняла участие в Балканских войнах 1912—1913 годов под командованием М. Сахтуриса. В составе Ионической флотилии «Амвракиа» обстреливала крепости Превезы на входе в Амбракийский залив. После побед греческой армии над турками под Никополисом командующий Ионической флотилии И. Дамианос, находившийся на борту «Амвракиа», освободил Превезу и принял сдачу турецкого гарнизона. 52 турецких офицера и 752 солдата были морем отправлены на остров Левкас. Флотилия взяла на себя охрану города.
После окончания Первой мировой войны, в 1919 году, канонерка была выведена из состава флота и передана артиллерийскому училищу на острове Порос. В учебных целях на канонерке были установлены 4 орудия разного калибра. Канонерка была сдана на лом в 1921 году..